# Antirrhinum rothmaleri
Antirrhinum rothmaleri är en grobladsväxtart som först beskrevs av Antonio Rodrigo Pinto da Silva, och fick sitt nu gällande namn av Amich. Antirrhinum rothmaleri ingår i släktet lejongapssläktet, och familjen grobladsväxter. Inga underarter finns listade i Catalogue of Life.